# Техника кино и телевидения
TKT1957 «Техника кино и телевидения» — ежемесячный научно-технический журнал. Первый номер увидел свет в январе 1957 года.
Первый издатель — Государственный комитет Совета министров СССР по кинематографии. С 2005 года журнал издаётся Эдуардом Чумаковым. 
С 5 марта 2022 года - по настоящее время журнал издается в Грузии.
Основные направления деятельности:
TKT1957.com - англоязычная платформа;
TKT1957.com/ru - русскоязычная платформа;
360 seconds. Broadcast News & Commentary - weekly program;
Visionaries - Online Roundtable;
Broadcasting/Cinema - hybrid conferences and events.

## Цели (1957—2005)
- Освещение вопросов:
  - техники и технологии съёмки и обработки киноматериалов;
  - проекции кино- и телефильмов (материалы о киноплёнках, магнитных лентах, оборудовании для съёмки и проекции, осветительной техники, об оснащении и аппаратуре телецентров, телевизионной техники[2], аппаратуры для записи и воспроизведения телевизионных изображений и др.);
  - акустики.

- Публикация информационных[3] и справочных материалов.

## Модернизация концепции журнала (2005 — настоящее время)
В 2005 году права на издание журнала приобрело издательство «Медиарама». которое преобразовало его из научно-технического в деловой журнал об оборудовании и технологиях, предназначенного для технических директоров телеканалов, теле- и кинопроизводящих студий, кинолабораторий и тому подобных организаций. Первый номер журнала с модернизированной концепцией издательство выпустило летом 2005 года. С 2016 года в журнале публикуются материалы о карьере ведущих специалистов телевидения России.

## TKT Awards International (2011 — настоящее время)
Журнал ТКТ учредитель премии ТКТ Awards за достижения в области телевизионных технологий. Премия основана в 2011 году и ежегодно проводится в Амстердаме во время работы выставки IBC.
Уникальность премии заключается в том, что награждаются только представители телеканалов, кино- и радиокомпаний и телепроизводителей. Номинантов выдвигают только производители оборудования, разработчики программного обеспечения, интеграторы, дистрибьюторы и региональные представители международных компаний.
В 2017 года премия стала международной и была переименована в «TKT Awards International».

## Редакция
- Генеральный директор / главный редактор: Эдуард Чумаков (с 2005 года).

## Тираж
- 6,0 тыс. экз. (1976)
- 5,5 тыс. экз. (декабрь 2013)

## Сведения о регистрации
- Зарегистрирован Росохранкультурой 16.06.2011 за ПИ № ФС77-45559